# Armelle (actrice)
Pour les articles homonymes, voir Armelle.
Armelle Lesniak, dite Armelle, née le 23 juillet 1969 à Reims est une actrice et humoriste française.
Le grand public l'a découverte en 2001 dans la série télévisée Caméra Café où elle incarnait Maéva Capucin. Elle est parfois créditée aux génériques sous le nom d’Armelle Lesniak-Hourlier.

## Biographie

### Formation et débuts
Après des études en hypokhâgne et khâgne, Armelle Leśniak travaille un temps comme aide-costumière mais l'envie de jouer la comédie la pousse vers la scène.[réf. nécessaire]
Elle est formée au cours de Jean Périmony. Coline Serreau lui confie ainsi un second rôle dans le film La Belle Verte (1996).

### Carrière
Entre 1999 et 2002, elle interprète divers personnages dans le sitcom Un gars, une fille : la femme de ménage, l'employée du vidéo club, une vendeuse en librairie, une démonstratice à domicile en produits de beauté etc. Comme pour tous les personnages secondaires, son visage n'apparaît jamais à l'écran.
C'est en 2001 qu'Armelle décroche le rôle de Maéva Capucin pour la série télévisée Caméra Café, qu'elle incarnera également au cinéma dans Espace Détente (2004) et dans Le Séminaire (2009). Toujours en 2001, elle est l’hôtesse de l'air qui fait voyager un nain de jardin dans le film Le Fabuleux destin d'Amélie Poulain de Jean-Pierre Jeunet.
L'actrice est depuis apparue dans de nombreux films populaires, notamment Podium (2004), Les Aristos (2005), De l'autre côté du lit (2009), Neuilly sa mère ! (2009), Fatal (2010), La Croisière (2011), La Dernière Leçon (2015) ou La Bonne Épouse (2020).
En 2003, lors de la 8e édition du grand prix de l'humour dans la publicité, elle reçoit le prix de la comédienne pour sa prestation dans la publicité pour la marque Spontex,.
En 2007, elle anime une chronique dans l'émission T'empêches tout le monde de dormir de Marc-Olivier Fogiel. Elle collabore aussi épisodiquement à l'émission Les Dicodeurs sur la première de la Radio suisse romande.
En 2013, elle participe à la neuvième saison de Pekin Express en tant que «passager-mystère» à l'occasion d'une étape aux États-Unis. Aux côtés des gagnants de cette même édition.
Depuis 2017, elle est une invitée récurrente du jeu télévisé Tout le monde a son mot à dire, chaque jour du lundi au samedi sur France 2[réf. nécessaire]. En 2020, elle intègre l'équipe des Grosses Têtes de la radio RTL.
En 2018 et 2019, elle est maîtresse de cérémonie du Festival 2 Valenciennes.

## Filmographie

### Cinéma
- 1994 : Grand brun aux yeux doux (court-métrage) de Pascale Pouzadoux
- 1995 : Les Anges gardiens de Jean-Marie Poiré : l'infirmière
- 1996 : La Belle Verte de Coline Serreau : la femme de la DDASS
- 1997 : Arlette de Claude Zidi : Lucie
- 1998 : Bimboland d'Ariel Zeitoun : Nathalie
- 1998 : Les Couloirs du temps : Les Visiteurs 2 de Jean-Marie Poiré : Pétronille
- 1999 : La Dilettante de Pascal Thomas : la juge d'instruction
- 1999 : L'Âme-sœur de Jean-Marie Bigard : madame Blaireau
- 2000 : Six-Pack d'Alain Berberian : la greffière
- 2000 : Le Sens des affaires de Guy-Philippe Bertin : Olga
- 2000 : Jet Set de Fabien Onteniente : Frénégonde
- 2001 : Mercredi, folle journée ! de Pascal Thomas : Marie-Thérèse
- 2001 : Le Fabuleux Destin d'Amélie Poulain de Jean-Pierre Jeunet : Philomène, l'hôtesse de l'air
- 2001 : Absolument fabuleux de Gabriel Aghion : Cerise
- 2002 : Sexes très opposés d'Éric Assous : l'avocate
- 2003 : Toutes les filles sont folles de Pascale Pouzadoux : la journaliste
- 2004 : San-Antonio de Frédéric Auburtin : Célestine Fitting
- 2004 : Podium de Yann Moix : Laure
- 2004 : Before (court-métrage) de Nicolas Bary
- 2005 : Espace Détente de Bruno Solo et d'Yvan Le Bolloc'h : Maéva Capucin
- 2006 : Les Aristos de Charlotte de Turckheim : Marie-Karoline
- 2007 : Jean de la Fontaine, le défi de Daniel Vigne : Mlle Léatat
- 2008 : Les Enfants de Timplebach de Nicolas Bary : Corbac
- 2008 : Fool Moon de Jérôme L'Hotsky : Maïté
- 2008 : De l'autre côté du lit de Pascale Pouzadoux : la directrice d'école
- 2009 : Le Séminaire de Charles Nemes : Maéva Capucin
- 2009 : Neuilly sa mère ! de Gabriel Julien-Laferrière : Mme Blanchet
- 2010 : La Rafle de Roselyne Bosch : une directrice
- 2010 : Fatal de Michaël Youn : Heidi
- 2011 : La Croisière de Pascale Pouzadoux : Marie-Dominique
- 2012 : Les Kaïra de Franck Gastambide : l'échangiste
- 2013 : Paris à tout prix de Reem Kherici : Rita
- 2013 : Sacré Charlemagne d'Adrien François (court-métrage)
- 2014 : Le Grimoire d'Arkandias de Julien Simonet & Alexandre Castagnetti : Julie Boucher
- 2015 : Un village presque parfait de Stéphane Meunier : Josiane
- 2015 : La Dernière Leçon de Pascale Pouzadoux : la sage-femme
- 2017 : Le Petit Spirou de Nicolas Bary : la voyante
- 2020 : La Bonne Épouse de Martin Provost : Christiane Rougemont
- 2020 : Boutchou d'Adrien Piquet-Gauthier : Marie-Jo
- 2021 : Alors on danse de Michèle Laroque : Juliette
- 2022 : La Grande Magie de Noémie Lvovsky

### Télévision
- 1995 : Navarro (saison 7, épisode 2, « Le choix de Navarro ») : la chanteuse (apparaît au générique comme Marie-Armelle Hourlier)
- 1999 - 2001 : Un gars, une fille d'Isabelle Camus et Hélène Jacques : Ghislaine, la femme de ménage, la vendeuse de supermarché, la vendeuse de l'animalerie, la guichetière, la vendeuse à domicile, etc. (voix)
- 2001 : Maigret (saison 4, épisode 39, « Le Fou de Sainte-Clothilde ») : l'infirmière Bordenave
- 2001-2004 : Caméra Café de Bruno Solo et Yvan Le Bolloc'h : Maéva Capucin
- 2002 : La mort est rousse (téléfilm) de Christian Faure : Diane
- 2004 : Bien dégagé derrière les oreilles d'Anne Deluz
- 2005 : Mes parents chéris de Philomène Esposito : Rita
- 2006 : Mariage surprise d'Arnaud Sélignac
- 2007 : Un amour de fantôme d'Arnaud Sélignac : Joséphine
- 2007 : T'empêches tout le monde de dormir : la chroniqueuse
- 2009 :  Les Dalton (saison 2, épisode « Maman j'ai raté l’évasion ») : la mère du directeur du pénitencier (voix)
- 2010 : Caméra Café 2 (épisode, L'agitée du bocal) : Maéva
- 2011 : Gérald K. Gérald de Élisabeth Rappeneau : Martine Moisset
- 2011 : L'Épervier de Stéphane Clavier : la prima donna
- 2011 : La Nouvelle Blanche-Neige de Laurent Bénégui
- 2012 : Les Voies impénétrables de Noémie Saglio et Maxime Govare : sœur Caroline
- 2012 : Scènes de ménages : ce soir, ils reçoivent : la nounou de Chloé
- 2013 : Myster Mocky présente (épisode « La Main du destin »)
- 2013 : Y'a pas d'âge : une invité
- 2014 : La Voyante de Henri Helman : madame Rose
- 2020 : En famille (série)
- 2021 : Le Remplaçant (série) de Nicolas Guicheteau : Geneviève
- 2022 : L'Amour (presque) parfait de Pascale Pouzadoux : Solène
- 2023 : Caméra Café, 20 ans déjà de Bruno Solo et Yvan Le Bolloc'h : Maéva Capucin
- 2023 : L'Incroyable Embouteillage de David Charhon

### Doublage
- 2016 : Ozzy, la grande évasion d'Aberto Rodríguez : Susan[3]

### Publicités
Armelle fait des apparitions dans les spots publicitaires des marques MMA, Spontex, Lapeyre, Le Gaulois, Skip, etc.

## Théâtre
- 1996-1998 : L'Audition de Rodolphe Sand, David Talbot et Armelle
- 2005 : Le Voyage en Armélie d'Armelle, mise en scène Rodolphe Sand, théâtre de la Gaîté-Montparnasse, Paris
- 2011 : Parce que je la vole bien ! de Laurent Ruquier, mise en scène Jean-Luc Moreau, théâtre Saint-Georges, Paris
- 2012-2014 : Mais n'te promène donc pas toute nue de Georges Feydeau (avec adjonction de la saynète La peur des coups de Courteline), adaptation de Marc Trautmann, mise en scène Xavier Viton et Nicolas Delas, tournée
- 2014 : Nelson de Jean-Robert Charrier, mise en scène Olivier Macé et Jean-Pierre Dravel, théâtre de la Porte-Saint-Martin, Paris
- 2016 - 2017 : Des chiffons et des lettres, mise en scène Xavier Viton, avec Naho et Jack Delbalat, Le Trianon de Bordeaux
- 2017-2019 : Une heure avec Maria Callas de Nicolas Delas, tournée
- 2018-2019 : Quelle famille ! de Francis Joffo, mise en scène Xavier Viton, Le Trianon de Bordeaux, théâtre Tête d'Or de Lyon, tournée
- 2020 : Quelle famille ! de Francis Joffo, mise en scène Xavier Viton, théâtre de la Grande Comédie, Paris
- 2021 : Un chalet à Gstaad de et mise en scène Josiane Balasko, théâtre des Nouveautés, Paris
- 2023 : Le Vison voyageur de Ray Cooney et John Chapman, mise en scène Michel Fau, théâtre de la Michodière

## Émissions de télévision
Armelle a été la participante des émissions télévisées suivantes :
- 2013 : Pékin Express : Le Coffre maudit : une des « passagers mystères »
- 2015 : L'Académie des neuf (NRJ 12)
- 2014 : Le Maillon faible, présenté par Julien Courbet (6 novembre).
- 2014 : Money Drop, présenté par Laurence Boccolini (27 décembre)
- 2015 : Vendredi, tout est permis avec Arthur, présenté par Arthur (21 novembre)
- depuis 2017 : Tout le monde a son mot à dire, présenté par Olivier Minne et Sidonie Bonnec.
- 2020 : Les Grosses Têtes, présenté par Laurent Ruquier (19 décembre)
- depuis 2025 : Mot de passe : Le duel, présenté par Laurence Boccolini.